# Our Farewell
Our Farewell er den fjerde single fra det hollandske band Within Temptation fra deres album Mother Earth (2000)
Nummeret er også inkluderet på kompilationsalbummmet The Celtic Circle (2003).

## Sange
1. Our Farewell (Studio Version) – 3:55
2. Dark Wings – 4:18
3. Our Farewell (Album Version) – 5:18
4. Our Farewell (Acoustic Version) – 5:19